# 森本清一
森本 清一（もりもと せいいち、1939年（昭和14年） - 2012年(平成24年) 3月11日）は、日本の弁護士。大阪府出身。

## 概要
弁護士活動として東京都内にて人権擁護活動を行っている。東京都の墨田区民に対し、生きがいと健康の増進を得ること、そして豊かな地域づくりのため生涯学習の機会を提供する活動をしている。たとえば、区民に対して生涯学習に関する情報を提供をしたり、区民からの相談や生涯学習団体等の活動を支援する事業を行っている。
2000年（平成12年）9月25日に認証された特定非営利活動法人・すみだ学習ガーデンでは代表を務め、すみだ生涯学習センターの「すみだプラネタリウム」を運営している。墓所は築地本願寺和田堀廟所。

## 経歴
- 1958年（昭和33年） - 大阪府立高津高等学校卒
- 1962年（昭和37年） - 東京大学法学部卒
- 2006年（平成18年） - 人権擁護功績により藍綬褒章受章
- 2011年（平成23年） - 人権擁護功績により瑞宝双光章受章